# Wierch-Icza
Wierch-Icza (ros. Верх-Ича) – wieś (sieło) w Rosji, w obwodzie nowosybirskim, w rejonie kujbyszewskim. W 2010 liczyła 396 mieszkańców.